# Pismenstvo
V pismenstvo uvrščamo prve zapise v slovenskem jeziku. Zajema vsa ohranjena besedila v slovenskem jeziku, ki so nastala od druge polovice 9. do 15. stoletja: to so večinoma cerkvena besedila pod vplivom Cerkve in pokristjanjevanja (pridige, molitve, spovedni obrazci in cerkvene pesmi).
Avtorji najstarejših zapisov (rokopisov, spomenikov) so bili duhovniki, ki so na našem ozemlju širili krščansko vero in opravljali bogoslužne obrede. Vsa dela iz časa pismenstva so prevodi nemških ali latinskih izvirnikov in so posledica odredbe Karla Velikega, ki je razglasil naj duhovniki molijo z ljudstvom v razumljivem jeziku.
Poznamo tri skupine zapiskov, ki so nastale v različnih časih in krajih srednjeveških slovenskih dežel:
- Brižinski spomeniki
- Rateški ali Celovški rokopis
- Stiški rokopis
- Černjejski oz. Beneškoslovenski rokopis
- Starogorski rokopis
- Videmski rokopis
- Škofjeloški rokopis
- Turjaški rokopis
- Prisege mesta Kranj
- Rokopis št. 71
- Rokopis – načrt za pridigo

Najpomembnejše delo pismenstva je Pridiga o grehu in pokori. To je zgoščen pregled krščanskega nauka o zgodovini človeškega rodu.
Nekateri mlajši spomeniki imajo tudi posvetno vsebino: slovenska imena, imena mesecev, prisege, števniki ...
Iz leta 1515 je prvo ohranjeno tiskano besedilo s kratkim sestavkom v slovenščini; v nemškem pamfletu Nova pesem o kranjskih kmetih sta zapisani puntarski gesli "stara prauda" in "leukhup, woga gmaina" (Le vkup, le vkup, uboga gmajna) iz slovenskega kmečkega upora (1515). To na videz nepomembno besedilo dokazuje, da je slovenščina prešla iz rokopisne v tiskano obliko že 35 let pred izidom prvih dveh Trubarjevih knjig (1550).

## Antično pismenstvo
Med letoma 3500 in 3000 pred našim štetjem so antični Sumerci izumili pisavo. Rokopisna kultura naj bi se razvila skozi človeško zgodovino petkrat, vsaka neodvisna od drugih in sicer v Mezopotamiji, v Egiptu, v Indski civilizaciji, v Mezoameriki in na Kitajskem.
Sumerci so svojo rokopisno kulturo razvili predvsem iz praktičnih razlogov, ki so bili urejanje in razporejanje velike količine podatkov, predvsem v povezavi s trgovanjem in izdelki. Podatke so sprva začeli zapisovati na glinene tablice. Uporabljali so tako števila kot tudi ideograme predmetov, ki so jih preštevali. Razvil se je tudi poklic pisarja.
Hieroglife so razvili Egipčani med letoma 3300 in 3100 pred našim štetjem. Uporabljali so jih za prikaz kraljevih ikon, ki so poudarjale moč med elitami. Hieroglifi so tudi prva pisava, ki je imela fonetične vrednosti.
Rokopis Indski civilizaciji do sedaj še ni bil dešifriran. Pisali so od desne proti levi in uporabljali tudi abstraktne znake. 
Na Kitajskem se je rokopisna kultura razvila v obdobju DInastije Šang leta 1200 pred našim štetjem. Besede napisane na kosti so označevale število ujetih živali, število žrtvovalnih obredov in pridobljenih poklonov. Šlo je za predhodno pisavo današnje moderne Kitajščine. Med obdobjema dinastije Qin in Han so bili rokopisni dokumenti najpomembnejši viri političnih in hierarhičnih informacij. Ti dokumenti so kontrolirali gibanje državljanov, v njih so bile zapisane kazni, ukrepi in sodbe državnih uradnikov. Pisanje je bila dejavnost elite in od celotnega prebivalstva je bil le 1% pismenega. 

### Nastanek abecede
Obstajata dve teoriji o nastanku abecede. Glede na prvo naj bi prvi fonetični sistem razvili Grki okoli leta 750 pred našim štetjem, glede na drugo pa naj bi se prva abeceda razvila v Kanaanu že leta 1500 pred našim štetjem. Med letoma 1200 in 1000 pred našim štetjem je nastala še ena abeceda in sicer v Armeniji.

## Pismenstvo skozi zgodovino
Med 4. in 5. stoletjem je bilo pismenstvo prisotno predvsem v okviru cerkve, zato je bil največji odstotek pismenosti prav med duhovniki in menihi. Po koncu antike se je rokopisna kultura znatno zmanjšala zaradi pomanjkanja prave pisalne podlage, saj je bila trgovina s papirusom zaradi padca Zahodnega Rimskega cesartva onemogočena. Ker pa papirus ni bil zelo obstojen se je v Evropi razvil pergament, ki pa je bil drag in so ga zato lahko uporabljali le pripadniki cerkve in višji sloji. Papir se je v Evropi prvič pojavil v Španiji v 11. stoletju. Zaradi njegove razširitve proti severu se je povečala tudi pismenost prebivalstva. Do 15. stoletja je bil pergament v veliki večini zamenjan s papirjem. 
Reformacija je poudarjala pomembnost pismesnosti s stališča, da morajo ljudje znati brati Biblijo. Protestantske države so bile prve, ki so dosegle popolno pismenost, skandinavske države pa so jo dosegle do 17. stoletja. Tudi v Angliji je bila v 18. stoletju pismenost precej visoka, ker je nastajalo vse več knjig namenjenim otrokom in je bilo v pomembnejših mestih Anglije proti koncu stoletja letno natisnjenih okoli 50 knjig.